# Чысхаан

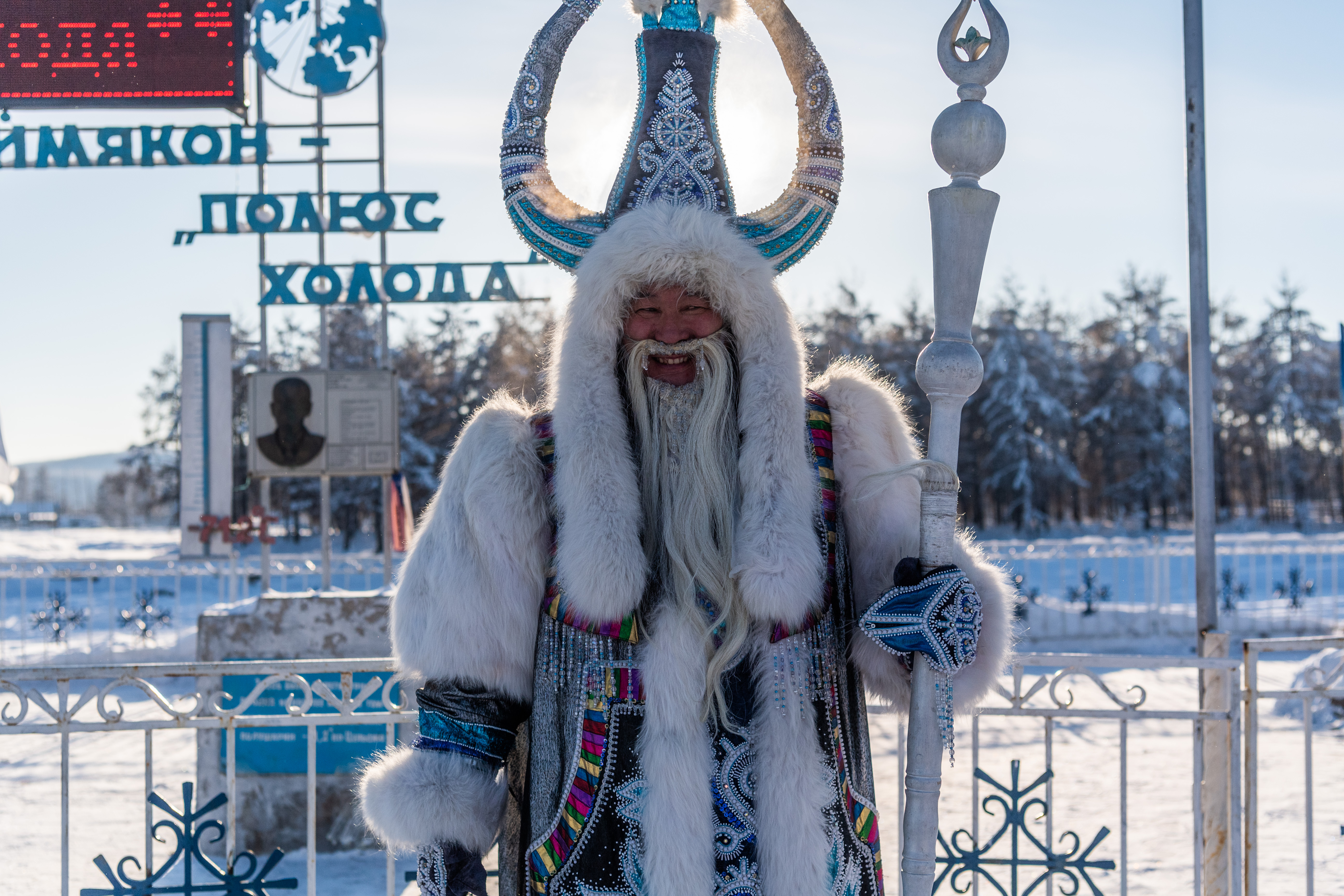
Чысхаан

Чысхаан (якут. мороз, леденящий кровь) — якутский дух холода, получеловек-полубык.
Выглядит как старец с длинной бородой. Одет в синюю шубу, украшенную рисунком в виде северного сияния и шапку с высокими рогами, символизирующую воплощение Быка Зимы.
Персонаж является современным туристическим брендом, созданным в Якутии в 2002 году. Чысхаан — якутское название района Оймякона, полюса холода. Это слово было искусственно перенесено на традиционный якутский образ Быка зимы (якут. Дьыл оҕуһа), выходящего осенью из Северного Ледовитого океана, а весной возвращающегося обратно.

## Этимология
Имя якутского повелителя холода Чысхаана состоит из двух корней: «чыс» и «хаан». Где «чыс» — означает ужасный холод, а хаан — кровь, должность или чин. Например, «Чысхаан тымныы» — лютый мороз, «Чысхаан тыал» — пронзительный ветер. То есть, прямо перевести имя «Чысхаан» можно как «пронзительный холод со студёным ветром», что очень точно передаёт особенности зимних холодов в этом регионе.

## Легенда
По якутской легенде, мороз на землю насылает великий Бык Зимы — Чысхаан. Полюбил он однажды красавицу Чолбон Куо и умчался с ней высоко в бескрайнее небо. Затихла земля тогда в ожидании великого чуда — зарождения новой жизни и наступлении нового года. Но, как только пригрело солнце землю, отпал у Великого Быка рог, а затем и второй. Распался (растаял) Чысхаан. И только студёный ветер, пролетая мимо, прошептал красавице Чолбон Куо: «До встречи, любимая, будущей зимой!». Превратилась тогда она в яркую утреннюю звезду, покровительницу влюблённых (называют её дева-звезда) и с тех пор ждёт его возвращения каждый год и каждый раз возвращается он к ней осенью.

## История возникновения
Якуты представляют духа холода в виде полубыка неслучайно. Издавна в этих местах находят оледеневшие кости и бивни мамонтов. Раньше их принимали за рога огромного сказочного быка. А поскольку, находили их чаще весной, считалось, что быка убило тепло. И, значит, бык — символ холода.
По якутским преданиям, Бык появляется из Северного Ледовитого океана в середине октября, что означает наступление зимы в Якутии. Сначала у него отрастают рога, знаменуя похолодание. С потеплением они начинают отпадать. Отпал один рог — серьёзные морозы закончились. Когда отпадает и второй рог — жди весны. С её наступлением бык полностью тает и возвращается в океан. Интересным фактом является то, как эти приметы пересекаются с православным календарём. Так, 14 октября, в Покров день, Бык выходит из океана и наступает зима. В первый Афанасьев день (31 января) у него притупляются рога, во второй Афанасьев день (12 февраля) ломается первый рог, 24 февраля ломается второй рог и холода отступают. Бык полностью тает и возвращается в океан 22 мая — в Николин день. Такие совпадения заставляют предположить, что либо поверье о Великом Быке возникло после прихода русских и принятия христианства, либо было адаптировано после принятия новой для якутов религии.

## Современный образ
История появления современного образа якутского повелителя холода началась сравнительно недавно — в 1990-х годах. Статуэтку Чысхаана создал на республиканском конкурсе «Создание символа Полюса Холода» житель Оймяконского района Семён Сивцев.
Костюм современного Чысхаана создала в 2002 году якутский модельер Августина Филиппова. Он состоит из кафтана и нагрудника, украшенных традиционными эвенкийскими и якутскими орнаментами, а также шапки с огромными рогами.
Место жительства Чысхаана — полюс холода в Оймяконе.